# 蒙克贝格街

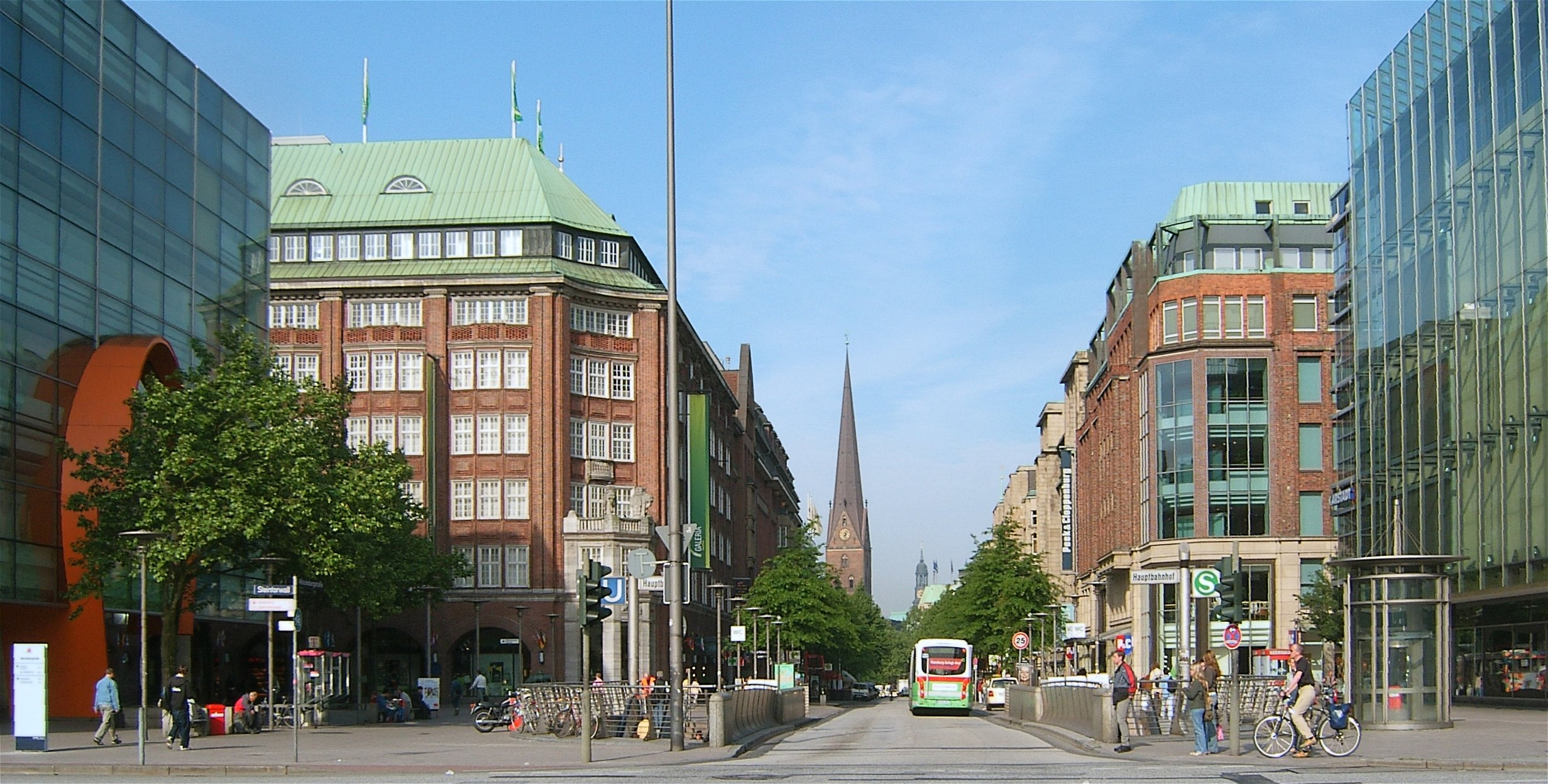
从汉堡火车总站看蒙克贝格街

蒙克贝格街（Mönckebergstraße）是德国汉堡的主要购物街，1909年10月26日开辟为交通干道。
蒙克贝格街和与之斜交的施皮塔勒街（Spitalerstraße），构成了汉堡内城区的主要通道。
这条街得名于汉堡市长约翰·格奥尔格·蒙克贝格，自1897年起担任重建委员会主席。